# 短梗新木姜子
短梗新木姜子（学名：Neolitsea brevipes）为樟科新木姜子属下的一个种。